# القبلة ( رودان)
القبلة هو تمثال رخام للفنان الفرنسي أوغوست رودان نحتها في عام 1882.